# 1941 – Wo bitte geht’s nach Hollywood
1941 – Wo bitte geht’s nach Hollywood (Originaltitel: 1941) ist eine US-amerikanische Filmkomödie aus dem Jahr 1979. Der Regisseur war Steven Spielberg, das Drehbuch schrieben Bob Gale, John Milius und Robert Zemeckis. Die Hauptrollen spielten Dan Aykroyd, Ned Beatty und John Belushi.

## Handlung
Die Handlung spielt in Los Angeles, kurz nach dem Angriff der Japaner auf Pearl Harbor. Es kommt in der Stadt zu einer Massenhysterie und zu chaotischen Zuständen. In der Wüste in der Nähe der Stadt wähnt sich der paranoide Colonel Maddox von imaginären japanischen Fallschirmjägern umzingelt.
Der für die Verteidigung der Stadt zuständige General Joseph W. Stilwell will nicht gestört werden. Er besucht gerade eine Kinovorstellung und weint bei Dumbo. Währenddessen befindet sich Stilwells Adjutant Captain Loomis Birkhead mit Maddox’ Aufklärungsflugzeug im Anflug auf die Stadt, ist aber mehr mit General Stilwells neuer Sekretärin Donna Stratton „beschäftigt“ als mit der Maschine selbst. Da Birkhead sich nicht meldet (die Maschine hat kein Funkgerät), wird in L.A. Großalarm ausgelöst, und alle Flak-Geschütze werden abgefeuert, auch wenn keines ein genaues Ziel hat. Obendrein verfolgt der durchgeknallte Army-Air-Forces-Pilot Captain „Wild Bill“ Kelso den Aufklärer mit seiner P-40.
Der Kommandant eines japanischen U-Bootes, Akiro Mitamura, will Hollywood angreifen, sieht sich aber zunächst mit den massiven verbalen Kritiken des an Bord befindlichen deutschen Verbindungsoffiziers Kapitän von Kleinschmidt konfrontiert. Um wenigstens hier etwas Ruhe zu haben, lässt Mitamura den nervenden Verbündeten über Bord gehen, als dieser das Schiff zu übernehmen versucht. Schließlich zerstört er ein Riesenrad in einem Vergnügungspark. Der Angriff wird von der freiwilligen Bürgerwehr abgewehrt, die mit ihrem Geschütz das U-Boot nicht treffen kann, dafür das Haus des Kommandanten der Bürgerwehr beschädigt und Wild Bills Jäger abschießt. Bill „entert“ schließlich das U-Boot und lässt sich nach Japan bringen, um den Tennō zu verhaften. Als Ward Douglas an der Tür seines Hauses einen Adventskranz anbringen will, rutscht das Haus in den Pazifik.

## Kritiken
„Ein überdrehtes Spektakel mit einer kaum überschaubaren Aneinanderreihung von Filmzitaten, Gags und Klamaukeffekten, das sich der durch die Hollywood-Tradition stilisierten Muster bedient, um die Unsterblichkeit der Filmindustrie und ihrer Mythen zu belegen. Obwohl der enorme Aufwand oft zum Selbstzweck gerät und die satirische Absicht verdeckt, bietet der Film auf weite Strecken amüsante Unterhaltung.“

„Nach 118 grandios gescheiterten Minuten voll flacher Witze, planlosen Starauflauf und hysterischer Bambule atmet man erschöpft auf, mit einem lachenden und einem weinenden Auge. Zum Teil ist man glücklich über diesen fantastisch-eskapistischen Quatsch mit all seinem vibrierenden Wahnsinn. Traurig hingegen stimmt der Umstand, dass heute jeder zweite Blockbuster nach dem hier aufgestellten Prinzip ‚doof, laut, krawallig und teuer‘ konzipiert wird, ohne auch nur im Ansatz den naiven Charme von ‚1941‘ zu erreichen.“

## Auszeichnungen
Der Film wurde im Jahr 1980 in drei Kategorien für den Oscar nominiert: Beste Kameraarbeit, Beste Visuelle Effekte und Bester Ton.

## Hintergründe
- Der Film wurde bei Erscheinen überwiegend schlecht rezensiert, teilweise verrissen, und gilt auch heute als eine der schwächsten Regiearbeiten Spielbergs. Trotzdem erzielte der Film weltweit über 90 Millionen US-Dollar Einnahmen bei ca. 35 Millionen Dollar Produktionskosten.
- Neben den Hauptdarstellern Dan Aykroyd und John Belushi, die ein Jahr später mit dem Film Blues Brothers berühmt wurden, wartete der Film mit hochklassig besetzten Nebenrollen auf. Mickey Rourke begann mit einer kleinen Rolle in dem Film seine Hollywoodkarriere.
- Vorbild für den Film war die sogenannte Schlacht um Los Angeles in der Nacht vom 24. zum 25. Februar 1942.

## Soundtrack-Veröffentlichung
- John Williams et al.: 1941 – Original Motion Picture Soundtrack. Varèse Sarabande, Columbia Pictures und Universal City Studios, Studio City o. J., Tonträger-Nr. VSD-5832.